# SIP-Status-Codes
SIP-Status-Codes, ungenau auch SIP-Fehler-Codes oder englisch SIP-Responses genannt, bezeichnen die möglichen Antworten auf eine SIP-Anfrage. Das Session Initiation Protocol (SIP) für Aufbau, Steuerung und Abbau einer Kommunikationssitzung (zumeist IP-Telefonie) ist an das Hypertext Transfer Protocol angelehnt. Die Teilnehmergeräte senden sich Anfragen (englisch requests) und beantworten diese mittels Antwort-Codes (englisch responses), die auf den HTTP-Statuscodes aufbauen.

## Liste der SIP-Status-Codes

### 1xx – Provisional
Vorläufige Informationen, dass der Server noch weitere Aktionen durchführt und deshalb noch keine endgültige Antwort senden kann.
| Code | Nachricht               | Bedeutung                                                |
| ---- | ----------------------- | -------------------------------------------------------- |
| 100  | Trying                  | Es wird versucht, den Anruf zu vermitteln.               |
| 180  | Ringing                 | Es wird versucht, beim Angerufenen zu klingeln.          |
| 181  | Call Is Being Forwarded | Der Anruf wird weitergeleitet.                           |
| 182  | Queued                  | Der Anruf ist in einer Warteschleife.                    |
| 183  | Session Progress        | Die Verbindung wird aufgebaut.                           |
| 199  | Early Dialog Terminated | Der Dialog wurde während des Verbindungsaufbaus beendet. |

### 2xx – Successful
Die Anfrage war erfolgreich.
| Code | Nachricht       | Bedeutung                                                                                               |
| ---- | --------------- | --- |
| 200  | OK              | Die Anfrage wurde erfolgreich bearbeitet und das Ergebnis der Anfrage wird in der Antwort übertragen.   |
| 202  | Accepted        | Die Anfrage wurde akzeptiert, wird aber zu einem späteren Zeitpunkt ausgeführt.                         |
| 204  | No Notification | Die Anfrage wurde erfolgreich durchgeführt, die entsprechende Antwort wird aber bewusst nicht gesendet. |

### 3xx – Redirection
Diese Nachrichten informieren über eine neue Kontaktadresse des Angerufenen oder über andere Dienste, die es ermöglichen die Verbindung erfolgreich aufzubauen.
| Code | Nachricht           | Bedeutung                                                                    |
| ---- | ------------------- | ---------------------------------------------------------------------------- |
| 300  | Multiple Choices    | Für die Gegenstelle gibt es keine eindeutige Zieladresse.                    |
| 301  | Moved Permanently   | Der Angerufene ist dauerhaft woanders erreichbar.                            |
| 302  | Moved Temporarily   | Der Angerufene ist vorübergehend woanders erreichbar.                        |
| 305  | Use Proxy           | Es muss der angegebene Proxy verwendet werden.                               |
| 380  | Alternative Service | Der Anruf war nicht erfolgreich, es sind aber alternative Dienste verfügbar. |

### 4xx – Request Failures
Request Failures  sind negative Rückmeldungen. Die vorangegangene Nachricht konnte nicht bearbeitet werden.
| Code | Nachricht                        | Bedeutung |
| ---- | -------------------------------- | --- |
| 400  | Bad Request                      | Die SIP-Anfrage ist fehlerhaft. |
| 401  | Unauthorized                     | Die Autorisierung ist fehlerhaft. |
| 402  | Payment Required                 | Noch nicht definiert; vorgesehen für "nicht genügend Guthaben vorhanden".                                                               |
| 403  | Forbidden                        | Die Anfrage war unzulässig. |
| 404  | Not Found                        | Die Gegenstelle wurde nicht gefunden oder existiert nicht.                                                                              |
| 405  | Method Not Allowed               | Die Methode der Anfrage (zum Beispiel SUBSCRIBE oder NOTIFY) ist nicht erlaubt.                                                         |
| 406  | Not Acceptable                   | Die Optionen des Anrufs sind nicht gestattet.                                                                                           |
| 407  | Proxy Authentication Required    | Der Proxy benötigt eine Autorisierung.                                                                                                  |
| 408  | Request Timeout                  | Timeout – Die Gegenstelle antwortet nicht innerhalb einer angemessenen Zeit.                                                            |
| 410  | Gone                             | Der gewünschte Teilnehmer ist unter der angegebenen Adresse nicht mehr erreichbar.                                                      |
| 412  | Conditional Request Failed       | Die Voraussetzungen für die Bearbeitung der Anfrage konnten nicht hergestellt werden, weil eine dafür erforderliche Anfrage fehlschlug. |
| 413  | Request Entity Too Large         | Der Nachrichteninhalt ist zu groß. |
| 414  | Request URI Too Long             | Die SIP-Adresse (URI) der Anfrage ist zu lang.                                                                                          |
| 415  | Unsupported Media Type           | Der Codec wird nicht unterstützt. |
| 416  | Unsupported URI Scheme           | Die SIP-Adresse ist fehlerhaft. |
| 417  | Unknown Resource-Priority        | Die Anfrage soll mit einer bestimmten Priorität behandelt werden, der Server versteht die Angaben dazu aber nicht.                      |
| 420  | Bad Extension                    | Der Server versteht eine Protokollerweiterung nicht.                                                                                    |
| 421  | Extension Required               | Der Server benötigt eine Protokollerweiterung.                                                                                          |
| 422  | Session Interval Too Small       | Der Session-Expires-Wert ist zu niedrig für den Server.                                                                                 |
| 423  | Interval Too Brief               | Der Wert der gewünschten Bearbeitungsdauer ist zu kurz.                                                                                 |
| 428  | Use Identity Header              | Der Identity-Header fehlt. |
| 429  | Provide Referrer Identity        | Es ist kein gültiges Referred-By-Token angegeben.                                                                                       |
| 430  | Flow Failed                      | Die bestimmte Wegewahl ist gescheitert (proxyintern, Endpunkte sollten die Response wie Code 400 behandeln).                            |
| 433  | Anonymity Disallowed             | Der Server weigert sich, anonyme Anfragen zu bearbeiten.                                                                                |
| 436  | Bad Identity-Info                | Die im Identity-Header enthaltene SIP-Adresse ist ungültig, nicht erreichbar oder wird nicht unterstützt.                               |
| 437  | Unsupported Certificate          | Der Verifier kann das Zertifikat im Identity-Header nicht überprüfen.                                                                   |
| 438  | Invalid Identity Header          | Das Zertifikat im Identity-Header ist ungültig.                                                                                         |
| 439  | First Hop Lacks Outbound Support | Der Registrar unterstützt Outbound-Feature, der verwendete Proxy jedoch nicht.                                                          |
| 440  | Max-Breadth Exceeded             | Es können keine nebenläufigen Forks aus der Anfrage mehr abgeleitet werden.                                                             |
| 469  | Bad Info Package                 | Unpassendes Info-Package – Übertragungsfehler, erneut senden.                                                                           |
| 470  | Consent Needed                   | Der Server hat keine Zugriffsrechte auf mindestens eine der angegebenen SIP-Adressen.                                                   |
| 480  | Temporarily Unavailable          | Der angerufene Teilnehmer ist zurzeit nicht erreichbar.                                                                                 |
| 481  | Call/Transaction Does Not Exist  | Diese Verbindung existiert nicht (mehr).                                                                                                |
| 482  | Loop Detected                    | Es wurde Weiterleitungsschleife festgestellt.                                                                                           |
| 483  | Too Many Hops                    | Es wurden zu viele Weiterleitungsschritte festgestellt.                                                                                 |
| 484  | Address Incomplete               | Die SIP-Adresse ist unvollständig. |
| 485  | Ambiguous                        | Die SIP-Adresse ist nicht eindeutig auflösbar.                                                                                          |
| 486  | Busy Here                        | Der angerufene Teilnehmer ist belegt.                                                                                                   |
| 487  | Request Terminated               | Der Anrufversuch wurde abgebrochen. |
| 488  | Not Acceptable Here              | Unzulässiger Anrufversuch. |
| 489  | Bad Event                        | Der Server kennt das angegebene Event nicht.                                                                                            |
| 491  | Request Pending                  | Eine Anfrage desselben Dialogs befindet sich noch in Bearbeitung.                                                                       |
| 493  | Undecipherable                   | Die Anfrage enthält einen verschlüsselten MIME-Body, den der Empfänger nicht entschlüsseln kann.                                        |
| 494  | Security Agreement Required      | Die Anfrage verlangt ein Security Agreement, enthält aber keinen vom Server unterstützten Sicherheitsmechanismus.                       |

### 5xx – Server Failures
Ein an der Übermittlung beteiligter Server konnte eine Nachricht nicht bearbeiten.
| Code | Nachricht             | Bedeutung                                                                                     |
| ---- | --------------------- | --------------------------------------------------------------------------------------------- |
| 500  | Server Internal Error | Interner Server-Fehler.                                                                       |
| 501  | Not Implemented       | Der Server unterstützt die SIP-Anfrage nicht.                                                 |
| 502  | Bad Gateway           | Das Gateway in der SIP-Anfrage ist fehlerhaft.                                                |
| 503  | Service Unavailable   | Der SIP-Dienst des Servers ist vorübergehend nicht verfügbar.                                 |
| 504  | Server Time-out       | Der Server kann einen anderen Server nicht in einer angemessenen Zeit erreichen.              |
| 505  | Version Not Supported | Die SIP-Protokollversion wird vom Server nicht unterstützt.                                   |
| 513  | Message Too Large     | Die SIP-Nachricht ist zu groß für UDP; es muss TCP verwendet werden.                          |
| 580  | Precondition Failure  | Der Server kann oder will die Voraussetzungen für die Bearbeitung der Anfrage nicht erfüllen. |

### 6xx – Global Failures
Generelle Fehler: Der Server wurde zwar erfolgreich kontaktiert, jedoch kommt die Transaktion nicht zustande.
| Code | Nachricht               | Bedeutung |
| ---- | ----------------------- | --- |
| 600  | Busy Everywhere         | Alle Endgeräte des angerufenen Teilnehmers sind belegt. |
| 603  | Declined                | Der angerufene Teilnehmer hat den Anrufversuch abgelehnt. |
| 604  | Does Not Exist Anywhere | Der angerufene Teilnehmer existiert nicht mehr. |
| 606  | Not Acceptable          | Das Endgerät des angerufenen Teilnehmers lehnt die SIP-Anfrage als unzulässig ab.                                                                                   |
| 607  | Unwanted                | Der angewählte Teilnehmer möchte keine Anrufe von dem anrufenden Teilnehmer erhalten. Zukünftige Anrufversuche werden höchstwahrscheinlich gleichermaßen abgelehnt. |
| 608  | Rejected                | Anruf wurde von einer Vermittlungseinrichtung abgewiesen, z. B. dem SPIT-Filter des Providers.                                                                      |

### 7xx – Fehlercodes des SIP-Stacks
| Code | Nachricht      | Bedeutung                    |
| ---- | -------------- | ---------------------------- |
| 701  | Party Hangs Up | Der Angerufene hat aufgelegt |